# Freddy Góndola
Freddy Elías Góndola Smith (ur. 18 września 1995 w mieście Panama) – panamski piłkarz występujący na pozycji skrzydłowego, reprezentant Panamy, od 2024 roku zawodnik kazachskiego Aktöbe.